# Tony Gustavsson
Tony Gustavsson (født 14. august 1973 i Sundsvall) er en svensk fodboldtræner og tidligere fodboldspiller, der siden 2020 har været landstræner for Australiens kvindefodboldlandshold.
Gustavsson har tidligere trænet flere fodboldklubber som Hammarby IF og norske Kongsvinger IL Toppfotball, inden han i 2012 blev tilknyttet kvindeholdet Tyresö FF. Med holdet nåede han UEFA Women's Champions League-finalen i 2014 mod Wolfsburg, der dog blev tabt. Han var desuden tilknyttet det amerikanske landshold sammen med landskollegaen Pia Sundhage.
I september 2020 blev han udnævnt som ny landstræner for Australien. Ved Sommer-OL 2021 i Tokyo, førte han holdet frem til semifinalen, efter en overraskende kvartfinalesejr over Storbritannien. Holdet blev nummer 4, efter et 4–3-nederlag til USA. I juni 2023 udtog han den officielle trup frem mod VM i fodbold 2023 i Australien/New Zealand.